# Node.js
A Node.js egy szoftverrendszer, melyet skálázható internetes alkalmazások, mégpedig webszerverek készítésére hoztak létre.
A programok JavaScript-ben írhatók, eseményalapú, aszinkron I/O-val a túlterhelés minimalizálására és a skálázhatóság maximalizálására.

## Részletek
A Node.js a Google-féle V8 JavaScript-motorból, a libUV-ből és számos beépített könyvtárból áll.
A Node.js-t Ryan Dahl hozta létre 2009 januárjában, a növekedését pedig a Joyent, Dahl munkaadója támogatja.
Dahl eredeti célja az volt, hogy lehessen weboldalakat push technológiával létrehozni, ahogy például a Gmail alkalmazásban is látható. Számos egyéb, más programnyelvekben való próbálkozás után a JavaScriptet választotta a meglévő I/O API hiánya miatt. Ez megengedte neki az eseményalapú, nem-blokkoló I/O API definiálását.
Hasonlókat már írtak más programnyelvekre is, így például a Twistedet Pythonra, a Perl Object Environmentet Perlhez, a libeventet C nyelvre és az EventMachine-t Rubyhoz. A legtöbb JavaScript programmal ellentétben nem a webböngésző futtatja, hanem a szerveroldalon alkalmazásként fut. A Node.js implementálja a CommonJS specifikációk egy részét. Tartalmaz továbbá egy REPL rendszert az interaktív teszteléshez.

## Példák
Ez egy „Helló, világ!” program implementációja Node.js-beli HTTP-szerverként. A program a 8000-es portot figyeli:
```
var
 
http
 
=
 
require
(
'http'
);

http
.
createServer
(
function
 
(
request
,
 
response
)
 
{

    
response
.
writeHead
(
200
,
 
{
'Content-Type'
:
 
'text/plain'
});

    
response
.
end
(
'Helló, világ!\n'
);

}).
listen
(
8000
);

console
.
log
(
'A szerver itt fut: http://localhost:8000/'
);

```

Az alábbi kód egy egyszerű TCP-szerver, amely a 7000-es portot figyeli, és "helló"-t ír ki csatlakozáskor:
```
var
 
net
 
=
 
require
(
'net'
);

net
.
createServer
(
function
 
(
stream
)
 
{

    
stream
.
write
(
'helló\r\n'
);

    
stream
.
on
(
'end'
,
 
function
 
()
 
{

        
stream
.
end
(
'viszlát\r\n'
);

    
});

    
stream
.
pipe
(
stream
);

}).
listen
(
7000
);

```

## Közösség
A Node.js fejlesztői közössége leginkább két levelezőlistán található meg, az egyik a nodejs, a másik pedig a nodejs-dev, továbbá a #node.js IRC csatornán, mely a freenode-on található. TA közösség továbbá a NodeConf-on is összegyűlik, amely egyéves, Node.js-re fókuszáló fejlesztői konferencia. A Node.js fejlesztése a GitHubon zajlik, ahol a Node.js wiki is található.
Magyarországon a meetup.com keretein belül szerveződik a közösség, mely havi rendszerességgel tartja találkozóit, Nodebp néven.
A Node.js-t jelenleg számos nagy cég is használja, így például a Linkedin, a Microsoft, a Yahoo! és a Walmart.

### Könyvek
- Hughes-Croucher, Tom & Wilson, Mike (April, 2012), Up and Running with Node.js (First ed.), O'Reilly Media, p. 204, ISBN 978-1-4493-9858-3, <http://shop.oreilly.com/product/0636920015956.do>

## Fordítás
Ez a szócikk részben vagy egészben  a   Node.js című angol Wikipédia-szócikk fordításán alapul.  Az eredeti cikk szerkesztőit annak laptörténete sorolja fel. Ez a jelzés csupán a megfogalmazás eredetét és a szerzői jogokat jelzi, nem szolgál a cikkben szereplő információk forrásmegjelöléseként.